# Звёздные войны: Ученик Джедая. Знак короны
Знак короны, написанная Джуд Уотсон, — четвёртая книга в серии романов для молодых читателей, называемая Ученик джедая. Все книги в серии написаны Джуд Уотсон, за исключением первой книги, Ученик джедая: Становление Силы, которая была написана Дэйвом Волвертоном. Серия повествует о приключениях Квай-Гона Джинна и Оби-Вана Кеноби до фильма Звёздные войны: Эпизод I — Скрытая угроза.

## Краткое изложение сюжета
Оби-Ван и Квай-Гон вызваны на планету Гала, чтобы наблюдать за тем, как будут происходить выборы. Королева планеты умирает, и её последним действием должно стать превращение монархии в демократию, в значительной степени из-за её сына — принца Беджу. Джедаи попадают в самый разгар борьбы между партиями. Вскоре Квай-Гон был послан к горцам, фракции сепаратистов в горах. Королева хочет перед своей смертью, чтобы их женский лидер Элана знала, что она и есть истинный наследник трона. Пока Квай-Гон доставляет сообщение, Оби-Ван обнаруживает тёмные дела за спиной королевы и даже возможно приближение её смерти усилиями противников.

## Персонажи

### Действующие персонажи
| Персонаж       | Пол     | Раса     | Родной мир  |
| -------------- | ------- | -------- | ----------- |
| Беджу          | Мужской | Галасиец | Гала        |
| Веда           | Женский | Галасиец | Гала        |
| Визо           | Мужской | Галасиец | Гала        |
| Дано           | Мужской | Галасиец | Гала        |
| Джоно Данн     | Мужской | Галасиец | Гала        |
| Доми           | Мужской | Галасиец | Гала        |
| Квай-Гон Джинн | Мужской | Человек  | Не известен |
| Лоннаг Джиба   | Мужской | Галасиец | Гала        |
| Мали Эррат     | Мужской | Галасиец | Гала        |
| Оби-Ван Кеноби | Мужской | Человек  | Стьюджон    |
| Сайлос         | Мужской | Галасиец | Гала        |
| Элана          | Женский | Галасиец | Гала        |

### Упоминаемые персонажи
- Виву
- Дека Брун
- Йода
- Кана
- Ксанатос
- Нуни
- Рови
- Тема
- Уайла Прамми

## Планеты и локации
- Гала — планета, основное место действия
- Галасийское море — море на Гале
- Галу — главный город Галы, основное место действия
- Перевал лунного света — область в горах на Гале
- Финдар — планета

## Расы
- Галасиец
- Человек

## Организации
- Синдикат

## Другие интересные вещи
- Бакта — лекарство
- Димилатис — трава
- Кодекс джедаев — устав джедаев, которому они подчиняются
- Лазурит — минерал
- Линдемора — дерево
- Муджа — фрукт
- Танго — фрукт